# Robert Frater
Robert Guy Frater (* 21. Juli 1885 in Narrabri, New South Wales; † 6. Januar 1965 in Hampstead) war ein britischer Fechter.

## Karriere
Frater war schottischer Abstammung und wurde 1885 in New South Wales geboren. Im Ersten Weltkrieg diente er in der Royal Navy. Zu dieser Zeit war er beruflich als Journalist tätig. Nach dem Ende des Ersten Weltkriegs ließ er sich in London nieder. In seiner sportlichen Karriere konnte er auf nationaler Ebene nie einen Titel im Degenfechten erringen. 1921 erreichte er den zweiten Rang hinter Herbert Huntington. Im selben Jahr gewann er den Titel bei einem Wettkampf im Degenfechten in Calais. 1922 musste er sich im britischen Meisterschaftskampf George Burt geschlagen geben. Im Jahr 1924 nahm er an den Olympischen Spielen in Paris teil. Hier gewann er im Degenfechten in der ersten Runde sechs seiner acht Gefechte und konnte sich für die zweite Runde qualifizieren – dort schied erst als Letzter seiner Gruppe aus. Im Teamwettbewerb erreichte er ebenso die zweite Runde. Bei denselben Olympischen Spielen war er außerdem als Kampfrichter im Einsatz.